# Libice nad Cidlinou
Libice nad Cidlinou település Csehországban, a Nymburki járásban. Libice nad Cidlinou Pňov-Předhradí, Oseček, Poděbrady, Velký Osek, Odřepsy, Opolany és Choťánky településekkel határos. Lakosainak száma 1258 fő (2024. január 1.).

## Népesség
A település lakosságának változását az alábbi diagram mutatja:
| Lakosok száma | 657  | 953  | 1136 | 1500 | 1390 | 1310 | 1277 | 1292 | 1190 | 1258 |
|               | 1869 | 1900 | 1921 | 1961 | 1980 | 2011 | 2016 | 2019 | 2021 | 2024 |